# 卡里斯·范·豪滕
卡里斯·阿努克·范·豪滕（荷蘭語：Carice Anouk van Houten，發音：[kaːˈris(ə) aːˈnuk fɑn ˈɦʌutə(n)]，1976年9月5日—），荷蘭女演员及歌手。自2012年在美國電視影集《權力遊戲》中飾演紅袍女巫一角。曾分别凭借《Suzy Q》（1999年）、《猫女》（《Undercover Kitty》）（2001年）和《黑皮书》（2006年）三度获得荷兰电影节的金牛奖，是一位在荷蘭有著相當高的評價的演員。藉由黑皮书中的出色表现成功拓展国际事业，出演了美国电影《行动代號：華爾奇麗雅》(2008)，《重生曼波》(2009)。也曾獲得美國土星獎兩次提名。同樣身為一位歌手，卡里斯·范·豪滕在2012發行一張See You on the Ice的流行搖滾專輯。此外，她的妹妹 Jelka van Houten也是一位演員。

## 早年生活
她1976年9月5日生于荷兰南荷兰省莱德多普。她的母亲Margje Stasse在荷兰教育电视台工作，父亲Theodore van Houten是作家和播音员，妹妹Jelka van Houten亦是一名演员。她的奶奶是蘇格蘭人。早年在荷蘭，她擅於演出無對白的默片而發跡。她就读于St. Bonifatiuscollege（一所位于乌得勒支的高中），主演由Ad Migchielsen执导的电影Hugo Claus´Tijl Uilenspieghel，后就读于位于阿姆斯特丹的Kleinkunstacademie。。一年之後Van Houten曾短暫地在馬斯垂克戲劇學院( Maastricht Academy of Dramatic Arts)進修。

## 演艺生涯

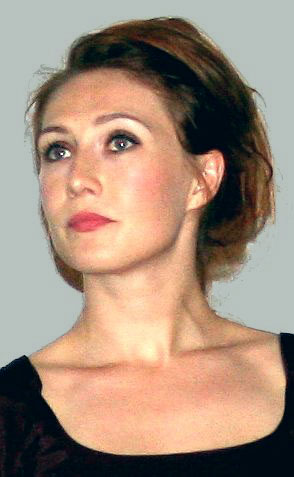
卡里斯·范·豪滕

她在Martin Koolhoven执导的电视电影“Suzy Q”中第一次担任女主角，而“Suzy”一角色也为她赢得了荷兰电影节金牛奖(Golden Calf)。后来通过她出色的舞台表现还获得了Pisuisse Award 和 the Top Naeff Award。2001年，她因在电影《Undercover Kitty》（猫女）饰演一名由小猫变成的少女第二次获得金牛奖。她第一次在美国电影院中被认出来是在Martin Koolhoven的电影AmnesiA (2001)的小型发布会上。
2006年在电影《黑皮书》（Black Book）中出演Rachel Stein一角使她赢得了其人生的第三个金牛奖，黑皮书的导演保罗·费尔胡芬（Paul Verhoeven）在电视访谈中这样评价她：“在我一生中从未和有着如此天赋的女演员合作过”，当他被要求将她与莎朗斯通做一下比较时，他说道：“她本身就是一部电影。” 国际媒体对她在黑皮书中的表演也普遍持肯定的态度，Dick Schümer在法兰克福汇报上的影评中写道：“卡里斯·范·豪滕不仅仅比斯佳丽·约翰逊（Scarlett Johansson）更加美丽，她也是一名更加出色的女演员”
2006年12月，她由于个人原因取消了由Alex van Warmerdam出品的戏剧，据戏剧发言人称是由于工作过量。
她第一部用英文拍摄的电影是法国导演Agnès Merlet指导的Dorothy（回魂）她在黑皮书中的出色表现使她获得了一系列重要角色：《Valkyrie》（刺杀希特勒）中与汤姆·克鲁斯演对手戏，还有与裘德·洛，科华士·韦德加演出好莱坞科幻片《 重生男人》（ Repo Men）。她已经出演了荷兰导演Martin Koolhoven执导的三部电影。
2008年她主演了一部关于家庭暴力的非商业短片Zingen in het Donker。
同年一月，她被《纽约》杂志评选为07年年度女性。同年又出现在三月发行的《浮华世界》（Vanity Fair）杂志上，Wayne Maser担任摄影。
2009年，她主演了改編自其同胞Ray Kluun （页面存档备份，存于）（原名Raymond van de Klundert （页面存档备份，存于））的半自傳小說陪妳到最後(Komt een vrouw bij de dokter （页面存档备份，存于）)；並獲得Rembrandt Award （页面存档备份，存于）最佳女主角殊榮。
2012年，她參與改編自 （页面存档备份，存于）暢銷奇幻小說冰與火之歌 （页面存档备份，存于）中紅袍女祭司梅莉珊卓一角，據說她原本對奇幻文學和「冰與火之歌」一無所知，拿了劇本還很猶豫要不要接，後來打電話給她相熟的美國演員 （页面存档备份，存于），問說：「這啥鬼？是好東西嗎？」Seth Meyers 回：「妳瘋了嗎？接就對了啦！！」於是她就接了

## 个人生活
2005年她開始与蒙茨上尉的扮演者男演员塞巴斯蒂安·考奇（Sebastian Koch）恋爱，直至2010年3月結束兩人情侶關係；
2013年至2015年間與荷蘭導演Kees van Nieuwkerk交往；
在結束了與Kees van Nieuwkerk的戀情後和好萊塢男星Guy Pearce熱戀並同居，於2016年8月為Guy Pearce產下一子。
她表示好莱坞使她不高兴：“我已经见识了好莱坞，尽管我并不是要批评它，但那并不是我喜欢的生活方式。当我表示想要待在欧洲的时候，我的经纪人很是震惊”，“假如好莱坞会给我带来很多，当然我不会不要，但是我只是不想在那里生活。”